# (18086) Emilykraft
(18086) Emilykraft (2000 JQ21) – planetoida z grupy pasa głównego asteroid okrążająca Słońce w ciągu 5,31 lat w średniej odległości 3,04 j.a. Odkryta 6 maja 2000 roku.